# Протести у Молдавији (2022–2023)
Протести у Молдавији су почели да се одржавају у главном граду Кишињеву од 18. септембра 2022. године, а демонстранти су захтевали оставку прозападне владе земље, усред енергетске кризе која је изазвала раст цена природног гаса и инфлацију, делимично узроковану инвазијом Русије на Украјину.
Проруска странка Шор је била кључна у организацији протеста. Молдавска влада тврди да је странка нудила готовинске исплате људима за присуствовање протестима и да је такође обезбеђивала бесплатан превоз до главног града за учеснике протеста, а средства је обезбедио Илан Шор, олигарх и лидер странке Шор који је побегао из Молдавије усред оптужби за корупцију  и који је осуђен на 15 година затвора. Странку Шор је забранио Уставни суд Молдавије 19. јуна 2023. године, а њеним бившим члановима је додатно забрањено учешће на предстојећим локалним изборима у Молдавији 2023. године, без обзира на њихову нову политичку припадност. Након распада странке, велики координисани протести су престали.

## Хронологија догађаја

### 2022. година

#### Септембар
- Дана 18. септембра, око 20.000 људи је присуствовало протесту у Кишињеву, захтевајући оставку прозападне владе земље.[9]

#### Октобар
- Дана 13. октобра, власти Републике Молдавије одлучиле су да забране скупове који блокирају саобраћајне траке, петље или приступне путеве јавним институцијама током радне недеље, а они су дозвољени само викендом у максималном трајању од четири сата.
- Дана 14. октобра, неколико људи је изашло на протест у центру престонице против мера које су предузеле власти, а најмање 4 особе су приведене.
- Руски националноослободилачки покрет је 18. октобра покренуо кампању у Гагаузији како би „признао као незаконит распад Совјетског Савеза и враћање граница бившег Совјетског Савеза у складу са резултатима Другог светског рата“.[10]
- Дана 26. октобра 2022. године, Илан Шор и Владимир Плахотњук су санкционисани од стране Министарства финансија Сједињених Држава због њихове повезаности са руском владом.[11]

#### Новембар
- Дана 6. новембра, преко 50.000 присталица странке Щор учествовало је у протесту у главном граду Кишињеву, поново захтевајући оставку прозападне владе и ванредне парламентарне изборе.
- Молдавска влада је 8. новембра објавила да је затражила од уставног суда да покрене поступак за забрану странке „Шор“ Илана Шора у Молдавији, због наводног промовисања интереса стране државе и нарушавања националне независности и суверенитета.[12]
- Дана 13. новембра, хиљаде антивладиних демонстраната вратило се на улице Кишињева.[13]

#### децембар
- Илан Шор је 7. децембра затражио од председнице Маје Санду да га номинује за премијера Молдавије.[14][15]
- Дана 11. децембра, у Кишињеву је одржан нови антивладин протест (испред амбасаде САД у Кишињеву и у седишту владајуће странке ПАС), који је иницирала странка „Градимо Европу код куће“ (ПACE).
- Дана 15. децембра, у оквиру истраге Орхеиликс, откривене су везе између демонстраната из Шара и синдикалног активисте Влада Билеција . Потоњи је негирао било какву повезаност са демонстрантима.
- Партија социјалиста Републике Молдавије (ПСРМ) организовала је протест 18. децембра у Унгенију.[16]
- Дана 19. децембра, шест ТВ канала у Молдавији повезаних са Иланом Шором (Prime TV, RTR Moldova, Accent TV, NTV Moldova, TV6 и Orhei TV) привремено суспендовано је, под оптужбама за стварање проруске пропаганде и ширење лажних информација о руско-украјинском рату.[17][18] Канали су наставили емитовање на другим платформама.

### 2023. година

#### Јануар
- Дана 25. јануара, неколико новинара са суспендованих ТВ канала, предвођених Алексејем Лунгуом, протестовало је у Букурешту, захтевајући интервенцију румунских власти како би преговарале са молдавским властима о поновном емитовању канала на телевизији. Следећег дана, 26. јануара, новинари су протестовали испред Савета Европе у Стразбуру.  Истог дана, руски посланици Леонид Калашњиков и Светлана Журова упозорили су да намере Молдавије да се уједини са Румунијом, а тиме и да се придружи НАТО-у, могу довести до њеног уништења.[19][20]
- Дана 26. јануара, неколико стотина пензионера из редова присталица Шорове странке протестовало је испред председничке зграде, захтевајући оставку Сандуове.[21]

#### Фебруар
- Молдавија је 2. фебруара усвојила закон којим се уводе кривичне казне за сепаратизам, укључујући затворске казне. Закон наставља са казнама за финансирање и подстицање сепаратизма, рад против интереса државе и прикупљање и крађе информација које би могли штетити суверенитету, независности и интегритету земље.[22]
- 2. фебруара руски министар спољних послова Сергеј Лавров је изјавио да Молдова може имати судбину Украјине (што значи да ће бити нападнута од стране Русије) ако председница Маја Санду, која има румунско држављанство, жели да се Молдавија уједини са Румунијом и придружи НАТО-у.[23][24][25][26][27][28][29]
- У Европском парламенту 9. фебруара украјински председник Володимир Зеленски је изјавио да су украјинске тајне службе откриле план за свргавање садашњег молдавског руководства. Такође је изјавио да су ови планови послати молдавској влади.[30] Русија је негирала било какве оптужбе.[31]
- 10. фебруара су премијер и влада поднели оставку.[32]
- 13. фебруара, Маја Санду је објавила насилни план Русије, са терористичким нападима, како би дошло до промене власти.[33] Ирина Влах, гувернерка Гагаузије, тврдила је да "Санду прави изговоре да Молдавију претвори у полицијску државу".[34]
- 16. фебруара, нови кабинет под вођством Дорина Речеана је положио заклетву. Нови премијер је изјавио да Неутралност Молдавије неће заштитити земљу од било које војне агресије.[35]
- 19. фебруара, хиљаде проруских учесника протеста је било присутно у главном граду Кишињеву, поново захтевајући оставку прозападне владе.[36][37][38][39] Упркос чињеници да је Марина Таубер, лидерка протеста, негирала било какву везу са руским властима, неки учесници протеста су захтевали руску војну интервенцију у Молдавији и њено приклучење Русији. Украјински политичар Михаило Подољак је тврдио да Русија покушава да организује државни преврат у Молдавији.[40] Неколико других људи организовало је контра протест, марширајући са румунским и НАТО заставама.[41][42] У истом дану, молдавски премијер Дорин Речан је захтевао крај руског војног присуства у Придњестровљу и мирно обједињење Молдавије и Придњестровља.[43] Руски наместник Сергеј Миронов, је упутио претње војним нападом.[44][45]
- 21. фебруара, руски председник Владимир Путин је укинуо указ којим је пружена подршка суверенитету Молдавије у решавању питања Придњестровља.[46][47] Истог дана, премијер Дорин Речан је изјавио да је Русија покушала да заузе аеродром у Кишињеву под своју контролу, како би довела руске и проруске диверзионисте да спроведу преврат и сруше молдавску владу.[48][49]
- 24. фебруара, након годину дана од почетка инвазије Русије на Украјину, украјинске избеглице и Молдавци организовали су протест пред руском амбасадом у Кишињеву против рата.[50]

#### Март
- Молдавски парламент је 2. марта гласао за промену државног језика са молдавског на румунски. Идеју је подржала владајућа Партија акције и солидарности, а Блок комуниста и социјалиста јој се снажно противио.[51][52] Академија наука Молдавије је такође подржала ову одлуку.[53] Истог дана, молдавски парламент је усвојио резолуцију којом осуђује руску инвазију на Украјину 2022. године.[54][55] Марија Захарова, портпаролка Министарства спољних послова Русије, упозорила је Молдавију да одустане од „антируске реторике“.[56] Предлог закона је усвојен у другом и коначном читању 16. марта.[57][58]
- Блок комуниста и социјалиста организовао је 6. марта протест испред Уставног суда Молдавије против промене назива званичног језика са молдавског на румунски. Лидери ПАС-а тврдили су да управо Блок комуниста подржава Русија. Такође је одржан контрапротест, у знак подршке румунском језику.[59]
- Дана 26. марта, десетине људи протестовале су код споменика Стефану Великом у Кишињеву, захтевајући уједињење Молдавије и Румуније. Неки људи су такође организовали антисиндикални контрапротест.[60]

#### Април
- Шор је 13. априла у одсуству осуђен на 15 година затвора по оптужбама за корупцију.[61][62][63][64]
- Дана 27. априла, група људи, испред Информативног центра НАТО-а у Кишињеву, згазила је заставу НАТО-а, а предводила их је група људи коју су предводили посланици Александр Нестеровски (који је недавно напустио Социјалистичку партију и почео да сарађује са Шоровом странком) [65] и Ирина Лозован . Поцепали су заставу НАТО-а и попрскали је црвеном бојом, симболизујући крв.[66][67]
- Молдавски парламент је 27. априла гласао за одузимање чланства у парламенту Илану Шору. Наследио га је Владимир Витиук .[68]

#### Мај
- Дана 1. маја, потпредседница странке Шор, Марина Таубер, ухапшена је на аеродрому у Кишињеву под оптужбом за корупцију док је покушавала да побегне из земље у Израел.[69][70]
- Дана 9. маја, владајућа ПАС је одала почаст жртвама Другог светског рата у Меморијалном комплексу „Вечност“ у Кишињеву, док су проруска Шорова странка и Блок комуниста и социјалиста прославили, заједно са неколико руских дипломата и руским амбасадором у Молдавији, „совјетску победу против фашизма“.[71] Проруски демонстранти су марширали са орденом Светог Ђорђа, знаком З и сликама Јосифа Стаљина.[72]
- Четрнаестог маја, Евгенија Гуцул из Шорове странке победила је на изборима за губернатора Гагаузије, победивши Григорија Узуна, кога је подржала независна ПСРМ . Њена предизборна кампања била је заснована на популизму (једно од њених обећања је изградња аеродрома у Комрату )[73][74][75] и обећању о ближим односима са Русијом.[76][77] Марија Захарова, портпаролка руског Министарства спољних послова, изјавила је да победа Гуцулове показује да се гагаушки народ противи покушају Маје Санду да румунизује и дерусификује Гагаузију.[78]
- 21. маја, влада Молдавије је организовала Народну скупштину Европске Молдавије, масовни проевропски митинг у Кишињеву на којем је, према неким изворима, учествовало најмање 75.000 људи.[79] Међу учесницима су били председница Молдавије Маја Санду, градоначелник Кишињева Јон Чебан, председница Европског парламента Роберта Мецола[80], румунски посланик у Европском парламенту Зигфрид Мурешан и Кристијан Леон Шуркану, румунски амбасадор у Молдавији. Проевропске скупове организовале су и заједнице молдавске дијаспоре у Бреши, Падови, Венецији,Лондону, Риги, Букурешту, Јашију, Бриселу, Виљнусу, Риму, Прагу, Милану, Бечу, Стразбуру, Паризу,Мадриду, Берлину и Стокхолму. Истог дана, Партија Шор је организовала контрапротесте у Комрату, Балћу и Орхеју, са главним циљем да се референдумом одлучи о будућности спољне политике Молдавије. Странка Шор је тврдила да је контрапротестима присуствовало више од 60.000 људи.[81]

#### Јун
- Дана 3. јуна, проруски митинг је организован у Кишињеву од стране Партије препорода, Партије Шор и Блока комуниста и социјалиста. Протест је био против одлуке молдавске владе да Дан победе замени Временом сећања и помирења за оне који су изгубили животе током Другог светског рата.[82]
- Уставни суд Молдавије је 19. јуна забранио Странку Шор.[83][84] Шор је изјавио да ће странка наставити своје активности и да ће се кандидовати на следећим изборима упркос томе што је такав поступак незаконит и што су сви гласови за Шора неважећи.[85] Марија Захарова, портпаролка руског Министарства спољних послова, изјавила је да Маја Санду жели да постане „румунска краљица Молдавије“.[86]

### Последице
- Дана 26. јуна, Шор је објавио стварање политичког блока, како би се наставиле активности странке.[87][88] Истог дана, проруски активиста Михаил Ахремчев, који је такође лидер Наше странке (једне од оснивачких странка Шоровог блока), охрабрио је Молдавце на својој Фејсбук страници да се придруже руској војсци и боре у Украјини.[89]
- Дана 7. јула, Партија препорода организовала је протест у Кишињеву против предложеног изласка Молдавије из Заједнице независних држава.[90]
- Блок комуниста и социјалиста је, заједно са амбасадом Русије у Кишињеву, 24. августа организовао скуп поводом Дана ослобођења.[91]